# Marx Fack

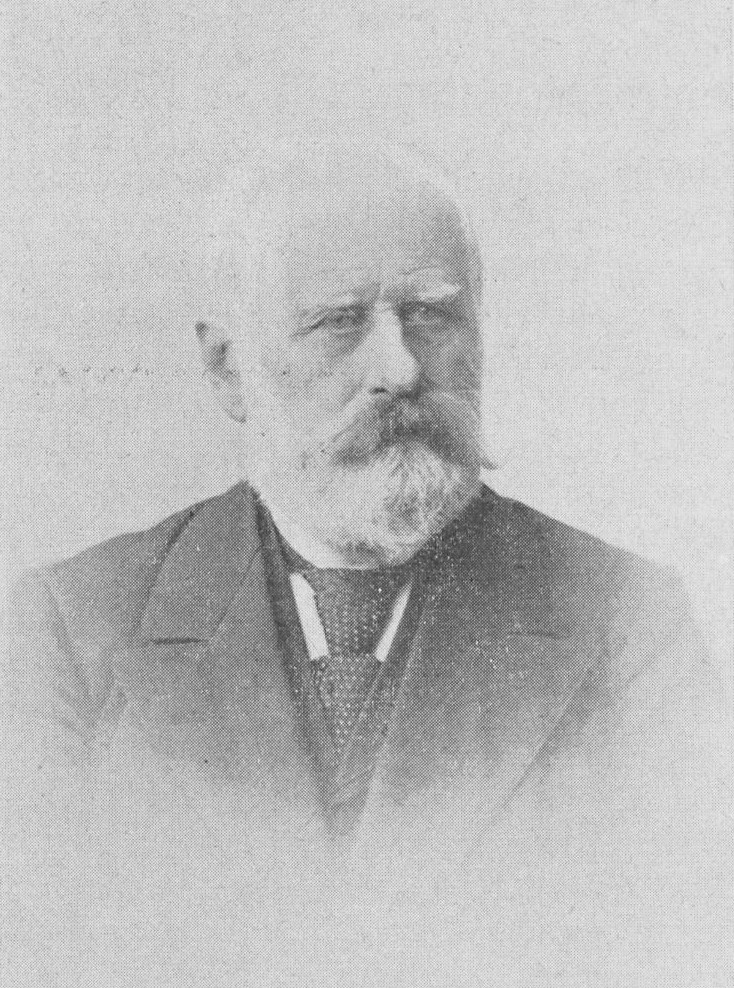
Marx Fack

Marx Wilhelm Fack (* 4. November 1823 in Delve; † 27. Mai 1911 in Kiel) war ein deutscher Gymnasiallehrer und Naturforscher. 

## Leben
Marx Fack war ein Sohn des Kätners, Schlachters und Viehhändlers Johann Christopher Fack (* 1793 in Delve) und dessen Ehefrau Catharina Magdalena, geborene Andresen (* 1792 in Heide). Er bekam ab 1833 Privatunterricht bei Diaconus Hans Lorenzen, der zweiter Pastor in Delve war. Nach der Konfirmation bestand er eine Prüfung bei der Regierung in Gottorf. Danach unterrichtete er als Unterlehrer in Norderstapel und anschließend in der Klasse des Kantors der Distriktschule Erfde.
1844 wechselte Fack an das Lehrerseminar in Segeberg. Ein Lehrer namens Martens weckte dort sein Interesse für ein Studium der Natur. Franck beendete die Lehrerausbildung mit dem 2. Charakter und „rühmlicher Auszeichnung“. Im Herbst 1847 bekam er eine Stelle als Hauslehrer in Kiel. Während der Schleswig-Holsteinischen Erhebung gehörte er ab 1849 der Schleswig-Holsteinischen Armee an und kämpfte als Soldat und Unteroffizier. Später übernahm er für viele Jahre die Schriftleitung des aus der Armee hervorgegangenen Veteranenverbandes „Kampfgenossenschaft der Achtundvierziger“.
Nach Kriegsende unterrichtete Fack einige Zeit an Schulen in Pohnsdorf und in Glückstadt. Im November 1853 folgte er einem Ruf der Kieler Gelehrtenschule und lehrte am dortigen Gymnasium Naturkunde. 1899 ging er in Pension. Danach arbeitete er zehn Jahre als Standesbeamter des Bezirks Kiel-Land.
Fack war verheiratet mit Elise Christine Bevense (22. Januar 1886 in Kiel).

## Wirken als Forscher
Inspiriert von Ludwig Meyn, der zu dieser Zeit in Kiel tätig war und später verzog, beschäftigte sich Fack nach seinem Umzug in die Stadt insbesondere mit der Geologie des Umlandes. Dabei sammelte er über 200 Fundstücke, primär holsteinische Geschiebe, die bis zu diesem Zeitpunkt nahezu alle nicht bekannt waren. Die Stadt Kiel kaufte diese bedeutende Sammlung nach Facks Tod und nahm sie in die Materialsammlung der Schulbildungsstelle auf.
Neben den Geschieben erfasste Fack nahezu alle Land- und Süßwasserconchylien der Region. Drei Petrefakten tragen seinen Namen. Seit Vereinsgründung galt er als wichtiges Mitglied des Vereins nördlich der Elbe zur Verbreitung naturwissenschaftlicher Kenntnisse und engagierte sich für einige Zeit als dessen Sekretär.
1890 gründete Fack den Verein „Die Heimat“ mit übernahm bis 1896 dessen Vorsitz. Für die gleichnamige Vereinszeitschrift schrieb er viele Artikel über seine Erkenntnisse zur Naturkunde und der Geographie Schleswig-Holsteins. Hinzu kamen drei sorgsam erstellte Bücher über die „Geographie von Schleswig-Holstein“ (1865), „Kiel und seine Umgebung“ (1867) sowie „Die Schleswig-Holsteinische Armee 1848–51“ (1898). Für die Kieler Zeitung verfasste er 30 Jahre lang umfangreiche Wetterberichte.